# Ennahdha (documentaire)
Pour l’article homonyme, voir Ennahdha.
Pour plus de détails, voir Fiche technique et Distribution.
Ennahdha est un documentaire franco-belge réalisé par Christophe Cotteret et sorti en 2014.

## Synopsis
En octobre 2011, les premières élections libres en Tunisie voient la victoire du parti islamiste Ennahdha, se voulant pluraliste et démocratique. Cependant, deux ans plus tard, il échoue à mener les réformes nécessaires. Ennahdha incarne les contradictions de la Tunisie post-révolutionnaire et les défis de l'islam politique dans le monde arabe.

## Fiche technique
- Titre original : Ennahdha - Une histoire tunisienne
- Réalisation : Christophe Cotteret
- Scénario : Christophe Cotteret
- Musique : Manuel Roland
- Photographie : Jean-François Metz
- Son : Mohamed Amine Belaïd
- Montage : Florence Ricard
- Société de production : Wrong Men
- Sociétés de distribution : Arte France, RTBF, Wrong Men
- Pays de production :  France,  Belgique
- Langue originale : français
- Format : couleur
- Genre : documentaire
- Durée : 52 et 70 minutes
- Dates de sortie : Belgique : 9 octobre 2014